# Hans Urs von Balthasar
Hans Urs von Balthasar (Lucerna, 12 de agosto de 1905 — Basileia, 26 de junho de 1988) foi um sacerdote, teólogo e escritor suíço. É considerado um dos mais importantes teólogos do século XX.

## Vida
Balthasar nasceu em Lucerna, na Suíça, em 12 de agosto de 1905, em uma família rica. Ele foi educado primeiro por monges beneditinos na escola da abadia em Engelberg, no centro da Suíça. Antes de terminar sua educação secundária, no entanto, Balthasar foi movido por seus pais para o Colégio Stella Matutina, administrado pela Companhia de Jesus em Feldkirch, na Áustria. Em 1923, ele se matriculou na Universidade de Zurique. Seus estudos em filosofia e literatura alemã levaram-no a estudar posteriormente em Viena e Berlim e culminaram em seu trabalho de doutorado em literatura e idealismo alemão.
Em 1929, tendo submetido sua tese, ingressou na Companhia de Jesus ("jesuítas") na Alemanha, já que os jesuítas foram banidos na Suíça até 1973. Durante três anos estudou filosofia em Pullach, perto de Munique, e entrou em contato com Erich Przywara, cujo trabalho sobre analogia entis (a analogia do ser) foi muito influente para ele. Em 1932, mudou-se para Fourvières, a escola jesuíta em Lyon, para seus quatro anos de estudo teológico. Lá ele encontrou Jean Daniélou, Gaston Fessard e Henri de Lubac. Daniélou e de Lubac se tornaram notáveis a partir dos anos 40 como membros da nouvelle théologie, um grupo de pensadores levantando questões profundas sobre a doutrina neoescolástica da graça e da natureza, com sua sugestão de que a natureza humana poderia ser concebida isoladamente de sua relação com a visão de Deus. Tanto Daniélou quanto De Lubac, como parte de sua reavaliação do pensamento neoescolástico, estavam recorrendo cada vez mais a estudos de pensadores patrísticos. Balthasar recebeu desses estudos teológicos um amor duradouro pelos Padres da Igreja, que mais tarde levou a seus estudos de Orígenes de Alexandria (1938), Máximos, o Confessor, Kosmische Liturgie (1941) e Gregório de Nissa, Présence et pensée (1942).
Tendo completado sua formação em sete anos, por causa de seus estudos anteriores, Balthasar foi ordenado padre em 26 de julho de 1936. Ele então trabalhou brevemente em Munique, na revista jesuíta Stimmen der Zeit. Em 1940, com o regime nazista lesando a liberdade dos jornalistas católicos, ele deixou a Alemanha e começou a trabalhar na Basileia como capelão estudantil.
Von Balthasar foi jesuíta até 1950. Nesse ano deixou a Companhia de Jesus, como consequência de, no desempenho da sua missão, se ter tornado em Basileia amigo e confessor de Adrienne von Speyr, uma viúva convertida ao catolicismo. Ela era uma médica protestante que fora casada duas vezes, tinha problemas de saúde crônicos e, através de suas experiências místicas, teria um grande impacto no pensamento posterior de Balthasar.  Em 1940 ele a recebeu na Igreja Católica. Em 1945, fundaram uma sociedade religiosa, a Comunidade de São João (Johannesgemeinschaft), para homens e mulheres leigos. Isso se tornou mais conhecido três anos depois, quando Balthasar produziu uma teologia para os institutos seculares em sua obra Der Laie und der Ordenstand, o primeiro livro a ser publicado pela Johannes Verlag, uma editora estabelecida com a ajuda de um amigo. As suas visões e escritos místicos, bem como a Comunidade de São João, não eram reconhecidos pela Igreja, pelo que o teólogo se desvinculou dos jesuítas, como "aplicação da obediência cristã a Deus".

## Teologia
Juntamente com Karl Rahner e Bernard Lonergan, Balthasar procurou oferecer uma resposta intelectual e fiel à modernidade ocidental, que representava um desafio ao pensamento católico tradicional. Enquanto Rahner ofereceu uma posição progressista e acomodatícia sobre a modernidade e Lonergan elaborou uma filosofia da história que procurava criticar apropriadamente a modernidade, Balthasar resistiu ao reducionismo e ao foco humano da modernidade, querendo que o cristianismo fosse mais desafiador em relação às sensibilidades modernas. Balthasar é muito eclético em sua abordagem, fontes e interesses e permanece difícil de categorizar. Um exemplo de seu ecletismo foi seu longo estudo e conversa com o influente teólogo reformado suíço, Karl Barth, em cujo trabalho ele escreveu a primeira análise e resposta católica. Embora os principais pontos de análise de Balthasar sobre a obra de Karl Barth tenham sido contestados, sua The Theology of Karl Barth: Exposition and Interpretation (1951) continua sendo um trabalho clássico por sua sensibilidade e discernimento; O próprio Karl Barth concordou com sua análise de seu próprio empreendimento teológico, chamando-o de melhor livro sobre sua própria teologia.
Nas recentes comemorações do centenário do nascimento, o seu amigo Joseph Ratzinger (papa Bento XVI) afirmou que "a sua vida foi uma genuína busca da verdade", entendida como "busca da verdadeira vida". Von Balthasar procurou "quebrar aqueles circuitos que tantas vezes mantêm a razão prisioneira de si mesma, abrindo-a aos espaços do infinito", disse Bento XVI. E fê-lo estudando filosofia, literatura e as grandes religiões. Hans Urs von Balthasar não era doutorado em Teologia, mas sim em Literatura (tese defendida em 1928: "A questão escatológica na atual literatura alemã"). A busca do divino manifesta-se em todo o lado.
Há três grandes pontos de ligação entre este teólogo e o Papa Emérito Bento XVI, para além da amizade que os unia. Escreveram obras a meias (o Correio do Vouga referiu uma na edição de 8 de Junho deste ano, "Maria, Primeira Igreja", Ed. Gráfica de Coimbra), fundaram, com Henri de Lubac, a "Communio, Revista Internacional de Teologia", e unia-os uma paixão comum por Mozart (as notícias das mudanças dos bens de Bento XVI, de um apartamento em Roma para o Vaticano, referiam um piano em que o então cardeal gostava de interpretar Mozart).
O teólogo que defendia uma "teologia ajoelhada", em que o pensamento teológico tem de estar ligado à oração e à adoração, em vez de ser mera análise sistemática, foi o grande ausente do Concílio Vaticano II, embora ideias como a da Igreja santa mas "sempre necessitada de purificação e de penitência" lhe fossem caras.
Entre os mais de mil livros e artigos deste teólogo, destacam-se os sete volumes de A Glória do Senhor (teologia estética, baseada na contemplação do bem, do belo e da verdade), os cinco de Teo-Drama (sobre a acção divina e a resposta humana, especialmente nos acontecimentos pascais) e os três volumes de Teo-Lógica (cristologia e ontologia).
Diz-se que Hans Urs von Balthasar era o teólogo preferido de João Paulo II. E, de fato, não pelas suas preferências, mas pelo contributo dado à Teologia e à Igreja, o Papa Wojtyla pretendeu nomeá-lo cardeal-diácono de São Nicolau no Cárcere no consistório de 28 de Junho de 1988, mas von Balthasar viria a falecer dois dias antes.

## Legado
A maior parte dos escritos de Balthasar foram traduzidos para o inglês, e a revista que ele fundou conjuntamente com Henri de Lubac, Karl Lehmann, e Joseph Ratzinger, Communio, atualmente aparece em doze línguas. Pronunciando sua elogia, Ratzinger (Papa Bento XVI), citando Lubac, disse de Balthasar, "talvez o homem mais culto de nosso tempo", um tributo ao imenso conhecimento do padre jesuíta Hans Urs Von Balthasar.
Em março de 2018, juntamente com a mística e estigmatizada Adrienne von Speyr, a Diocese Católica Romana de Chur formalmente abriu sua causa para a santidade.
Balthasar forneceu um brilhante testemunho, publicado na parte de trás da capa da primeira edição em capa dura do livro de Valentin Tomberg sobre o ocultismo cristão, Méditations sur les 22 arcanes majeurs du Tarot (inicialmente atribuído apenas a um autor anônimo, como Tomberg desejou, e depois publicado como Meditações sobre o Tarô); um posfácio anexado à mais recente edição em brochura em inglês menciona "Cardeal Urs von Balthasar" na capa.

## Obras
- The God Question and Modern Man, New York: Seabury Press, 1967 (Die Gottesfrage des heutigen Menschen, 1956)
- Origen: Spirit and Fire, An Anthology of His Writings, edited by Hans Urs von Balthasar, Catholic University of America Press, 1984

Livros publicados pela Ignatius Press:
- Bernanos: An Ecclessial Existence
- The Christian and Anxiety
- Christian Meditation
- The Christian State of Life
- Convergences
- Cosmic Liturgy: The Universe According to Maximus the Confessor
- Credo: Meditations on the Apostles' Creed
- Dare We Hope "That All Men Be Saved"?
- Does Jesus Know Us?
- Elucidations
- Engagement with God
- First Glance at Adrienne Von Speyr
- The Grain of Wheat: Aphorisms
- Heart of the World
- In the Fullness of Faith: On the Centrality of the Distinctively Catholic
- The Laity in the Life of the Counsels: The Church's Mission in the World
- Light of the Word: Brief Reflections on the Sunday Readings
- Love Alone is Credible
- Mary for Today
- Mary, The Church at the Source (with Joseph Cardinal Ratzinger)
- The Moment of Christian Witness
- My Work
- Mysterium Paschale: The Mystery of Easter
- New Elucidations
- The Office of Peter And the Structure of the Church
- Our Task
- Paul Struggles with His Congregation: The Pastoral Message of the Letters to the Corinthians
- Prayer
- Presence and Thought: An Essay on the Religious Philosophy of Gregory of Nyssa
- Principles of Christian Morality
- Razing the Bastions: On the Church in this Age
- Romano Guardini: Reform From the Source
- The Scandal of the Incarnation: Irenaeus Against the Heresies
- A Short Primer for Unsettled Laymen
- Test Everything: Hold Fast to What Is Good
- The Theology of Henri De Lubac
- A Theology of History
- The Theology of Karl Barth
- The Threefold Garland
- To the Heart of the Mystery of Redemption
- Tragedy Under Grace: Reinhold Schneider on the Experience of the West
- Truth Is Symphonic: Aspects of Christian Pluralism
- Two Sisters in the Spirit: Thérèse of Lisieux and Elizabeth of the Trinity
- Unless You Become Like This Child
- You Crown the Year With Your Goodness: Sermons Throughout the Liturgical Year
- You Have Words of Eternal Life: Scripture Meditations

Explorations in Theology
• Explorations in Theology: Word Made Flesh, vol 1 • Explorations in Theology: Spouse of the Word, vol 2 • Explorations in Theology: Creator Spirit, vol 3 • Explorations in Theology: Spirit and Institution, vol 4
The Glory of the Lord: A Theological Aesthetics
• Volume I: Seeing the Form • Volume II: Clerical Styles • Volume III: Lay Styles • Volume IV: The Realm of Metaphysics in Antiquity • Volume V: The Realm of Metaphysics in the Modern Age • Volume VI: Theology: The Old Covenant • Volume VII: Theology: The New Covenant
Theo-Logic
• Volume I: The Truth of the World • Volume II: Truth of God • Volume III: The Spirit of the Truth
Theo-Drama
• Volume I: Prolegomena • Volume II: Dramatis Personae • Volume III: Dramatis Personae • Volume IV: The Action • Volume V: The Last Act

• Epilogue